# Heidepeters Gabriel
Heidepeters Gabriel ist ein Roman des österreichischen Schriftstellers Peter Rosegger, der 1882 bei A. Hartleben in Wien erschien.

## Überblick
Sommer 1857 in der Steiermark: Das junge Fräulein Anna Mildau reist zusammen mit dem bejahrten Ferdinand Küßdenker, einem alten Freund ihres Vaters, des begüterten Kaufmanns Josef Mildau, aus der großen Stadt per Eisenbahn nach Karnstein. Küßdenker und Anna suchen vom Dorf Karnstein aus auf einer Fußwanderung übers Rattensteinertal das 1744 erbaute Heidehaus in der unfruchtbaren, bergigen Einöd auf. Im Heidehaus an der Moorheide, auf dem höchstgelegenen Hof von Einöd, wurde der Waldsing – ein junger Poet, den Anna verehrt – geboren. Der Waldsing heißt eigentlich Gabriel Stammer. Die beiden Wanderer aus der Stadt treffen in jenem Geburtshaus den Heidepeter – das ist Gabriels Vater Peter Stammer – an. Auf dem Rückweg nach Karnstein begegnen die beiden Städter dem freundlichen jungen Revierförster. Letzterer macht die Waldsing-interessierte Anna auf einen marmornen Grabstein in einem Waldfriedhof am Wege aufmerksam. Dort liegt die Bäuerin Klara Stammer, die Mutter des Poeten, begraben. Am 30. Oktober 1802 geboren – verstarb diese am 16. Juli 1856.
Kurz und gut, es stellt sich heraus, der Förster hat sich verstellt und ist in Wirklichkeit der Waldsing. Dieser Waldsänger pendelt zwischen dem Wohnort Annas und den Wäldern um die Einöd hin und her. Jedenfalls – Anna und Gabriel kriegen sich. Bevor es soweit ist, muss Gabriel auf Geheiß des zukünftigen Schwiegervaters Josef Mildau so etwas wie einen bürgerlichen Beruf vorweisen. Der Waldsänger setzt sich hin und verfasst ein Lehrbuch über die Pflanzenwelt der Alpen. Zu dem Buch-Appendix Psychologie der Pflanzen steuert Anna bei. Der Waldsing darf nun – Professor Doktor Gabriel Stammer geworden – Anna heiraten. In der Ehe wird Sepp geboren. Die blasse Anna möge doch, bittet der besorgte Gatte, eine Amme nehmen oder wenigstens einen Arzt aufsuchen. Nein – beides will die junge Mutter nicht. Anna stirbt. Der Arzt schreibt als Todesursache Herzlähmung auf den Totenschein.

## Peter, Klara und Regina
Oben wurde der zweite Romanteil skizziert. Im ersten der beiden Romanteile wird aus dem Leben der Eltern sowie der Schwester Gabriels erzählt. In einer Schwarzweißmalerei wird die gute Familie Stammer der bösen Familie des Zapfenwirts gegenübergestellt. Klara Stammer überredet ihren Mann, den Heidepeter, zur guten Tat. Dazu zwei Beispiele. Erstens, der alte Schulmeister Michel Bieder hat in der Rattensteiner Pfarre auf eigene Faust einen Selbstmörder die Totenglocke geläutet und somit den gerechten Zorn des dortigen Pfarrers auf sich gezogen. Nach den Überredungskünsten Klaras nimmt der einstmals wohlhabende und durch die Repressionen des herrschenden Grafen Frohn völlig verarmte Heidepeter den siechen Schulmeister im Heidehause auf. Der Schulmeister gibt Gabriel und dessen Schwester Klara Unterricht. Zweitens, als Gabriel endlich groß und kräftig, also voll arbeitsfähig geworden ist, geht der Junge auf Einladung des Professors Frei in die große Stadt. Klara erleidet einen Schlaganfall. Peter verschuldet sich beim Arzt. Nachdem Peter bankrott ist und sein Hof vom Bauern Hahnenkamp für 1050 Gulden ersteigert wurde, macht der Bankrotte seiner Frau Klara, die sich ein wenig aufgerappelt hat, Vorwürfe: Sie wollte den Jungen unbedingt in die Stadt ziehen lassen; er nicht. Hätte er, der Heidepeter sich durchgesetzt, hätte Gabriel den Hof dank seiner Arbeitskraft zur Not über Wasser gehalten. Alles Wehklagen hilft nicht. Der Heidepeter muss als Knecht des Hahnenkamp sogar sonntags rackern und die fleißige Regina muss als Magd mit ihrer Arbeitskraft auf dem Hof des Bauern Ameishüter Restschulden tilgen helfen. Die Zapfenwirtin verunglimpft den Heidepeter und Klara, wo sie nur kann. Als der Schulmeister verstorben ist, streut die Wirtin in Einöd das Gerücht, der Heidepeter – sie schimpft ihn den Dalkert – habe den verstorbenen Lehrer lebend begraben. Dabei sind die meisten Einwohner von Einöd und auch der Rattensteiner Arzt von der Zivilcourage des Heidepeters überzeugt. Peter war von den Jägern des Grafen Frohn, des Großteufels, als Wildschütz wochenlang ins Gefängnis gesperrt worden. Peter hatte einen Hirsch erlegt, nachdem das Tier wiederholt den Kohl am Heidehaus weggefressen hatte. Vor dem tödlichen Schuss hatte Peter dem Grafen mehrfach vergeblich zur Rede gestellt.
Klara verliert den Verstand, verlässt das Haus und sucht nach ihrem Sohn. David, der Sohn des Zapfenwirts, wildert. Der Graf lässt daraufhin von seinen Jägern die Gewehre der Bauern in der Einöd einsammeln und verwehrt ihnen das Recht auf den Wald. Angesichts des herannahenden Winters fehlt den Einödern das Brennholz und die Einstreu für das Vieh. Reginas Bräutigam Rudolf und der Ameishüter bitten den lachenden Grafen untertänigst um Gnade. Vergebens. Als dieser Großteufel nach der nächsten Jagd mit seinen Jägern auf einem der Einöder Höfe einkehrt und zecht, will ihn der Hahnenkamp mit der Axt den Schädel spalten, wird aber kurzerhand von einem der Jäger  mit einem Stuhlbein niedergeschlagen. Darauf stirbt der Angreifer. Der zu Tode erschrockene Graf besinnt sich und rudert fortan behutsam zurück.

## Rezeption
Hubert Lengauer untersucht „Momente der Künstlichkeit im Werk Roseggers, der Literarität also“. Rosegger verneint autobiographische Bezüge, doch Lengauer nennt etliche. Zum Beispiel Professor Frei, der Gabriel in die große Stadt holt und ihm dort den Weg empor auf der akademischen Leiter ebnet, erinnere an Roseggers Förderer Dr. Svoboda (frei – slawisch свободно = swobodno), einen Redakteur aus Graz. Und der „exilierte Schulmeister“ Michel Bieder könnte Roseggers erstem Lehrer Michael Patterer nachempfunden sein. Letzterem hatten die Alpler Bauern nach 1848 Unterschlupf gewährt. Den poetischen Aufwand, den Rosegger im oben unter „Überblick“ zusammengefassten zweiten Romanteil betreibt, hält Lengauer – aus heutiger Sicht – als „ebenso beträchtlich wie bedenklich“ und verweist auf Vilém Flussers Kitschdefinition, wenn er sowohl die mangelnde „Breite des Faktischen“ als auch die ausbleibende „Plausibilität der dinglichen Wirklichkeit“ betrachtet. Weiterhin tangiert Lengauer die Behandlung des Themas Sexualität bei Rosegger, wenn er Gabriels Frage an den Herrgott nachgeht: „Darf ich’s Dirndl liab’n?“ und der Himmel prompt bejaht: „Z’weg dem Büaberl han ich’s Dirndl g’macht“.

### Ausgaben
- Heidepeter’s Gabriel. Eine Geschichte in zwei Büchern von P. K. Rosegger. Hartleben, Wien 1895 (archive.org).
- Heidepeters Gabriel. Eine Geschichte in zwei Büchern von Peter Rosegger. Staackmann. Leipzig 1913
- Karl-Maria Guth (Hrsg.): Peter Rosegger: Heidepeters Gabriel. Eine Geschichte aus der Steiermark. Verlag Contumax-Hofenberg, Berlin 2016, ISBN 978-3-8430-5128-6

### Sekundärliteratur
- Vilém Flusser: Gespräch, Gerede, Kitsch. Zum Problem des unvollkommenen Informationskonsums. S. 57 und 61 in: Harry Pross (Hrsg.): Kitsch. Soziale und politische Aspekte einer Geschmacksfrage. List, München 1985, ISBN 978-3-471-78423-5
- Hubert Lengauer: Peter Rosegger: ein Fall für die Literaturgeschichte. S. 23–37 in: Wendelin Schmidt-Dengler (Hrsg.) und Karl Wagner (Hrsg.): Peter Rosegger im Kontext. Böhlau, Wien 1999, ISBN 3-205-98841-8